# Alex Guerci
Alex Guerci (Soresina, 31 de Julho de 1989) é um futebolista italiano.
Teve sua primeira partida como profissional, contra o Anderlecht, pela Liga dos Campeões da UEFA, no dia 17 de outubro de 2006. Pela Série A, contra a Udinese, no dia 19 de março de 2007.

## Títulos
- Liga dos Campeões da UEFA: 2006/2007